# Полиці (Камінь-Каширський район)
По́лиці — село в Україні, у Камінь-Каширській громаді Камінь-Каширського району Волинської області. Населення становить 889 особи.

## Освіта
ЗЗСО "Полицівський ліцей".

## Загальні відомості
Полиці — село, центр сільської Ради. Розташовані за 17 км на південний схід від Камінь-Каширського, що є для села найближчою залізничною станцією. Населення — 1122 особи. Сільраді підпорядковане село Іваномисль.
На території колишньої панської садиби 1825 року було збудовано дерев'яну церкву Різдва Пресвятої Богородиці. 1863 року її було відремонтовано, а 1962 влада СРСР закрила церкву і перетворила її на склад колгоспу. Її було відновлено коштом парафіян 1989 року. В інтер'єрі сучасний іконостас. Біля входу на прицерковну територію розташована дзвіниця. Церква в користуванні громади Московського патріархату. Пам'ятка архітектури місцевого значення. У Полицях є середня школа, бібліотека, клуб.

## Історія
Перші письмові згадки про село належать до XVI століття. 
У жовтні 1917 року село зазнало масованого авіаудару російськими військами, унаслідок чого сталась велика пожежа.
Під час німецької окупації на каторгу до Німеччини було вивезено 70 людей. У селі не раз дислокувалися партизанські загони.
В плані об'єднання територіальних громад передбачалось, що село буде центром об'єднаних громад населених пунктів Верхівської, Великообзирської, Піщанської, Полицівської, Гуто-Боровенської, Олениненської та Боровненської сільських рад. В листопаді 2016 року було організовано круглий стіл за участю сільських голів цих громад та консультанта Офісу реморм у Волинській області Василя Грома та консультанта волинського відділення Асоціації міст України Валентина Малиновського.

## Населення
Згідно з переписом УРСР 1989 року чисельність наявного населення села становила 861 особа, з яких 375 чоловіків та 486 жінок.
За переписом населення України 2001 року в селі мешкали 742 особи.

### Мова
Розподіл населення за рідною мовою за даними перепису 2001 року:
| Мова       | Відсоток |
| ---------- | -------- |
| українська | 99,73 %  |
| білоруська | 0,13 %   |
| російська  | 0,13 %   |

## Відомі люди
- Приймак Сергій Васильович (1988—2014) — сержант Збройних сил України, учасник російсько-української війни.
- Банзерук Володимир Васильович (1980-2023) – солдат Збройних Сил України, учасник російсько-української війни. Загинув 4 травня 2023 р. в Донецькій області. Поховано 10 травня 2023 року на місцевому кладовищі села Полиці.
- Тищук Василь Степанович (1970-2024)   – солдат Збройних Сил України, учасник російсько-української війни.